# NGC 7658
NGC 7658 este o galaxie lenticulară situată în constelația Cocorul. A fost descoperită în  de către John Herschel.